# Lecanorchis kiusiana
Lecanorchis kiusiana är en orkidéart som beskrevs av Takasi Tuyama. Lecanorchis kiusiana ingår i släktet Lecanorchis och familjen orkidéer. Inga underarter finns listade i Catalogue of Life.